# Municipio de Liberty (condado de Marshall)
Liberty Township es una subdivisión territorial del condado de Marshall, Iowa, Estados Unidos. Según el censo de 2020, tiene una población de 284 habitantes.
Tiene un código de clase Z1, que implica que no está en funcionamiento (non-functioning county subdivision). Los datos son mantenidos por la Oficina del Censo a efectos exclusivamente estadísticos.

## Geografía
La subdivisión está ubicada en las coordenadas 42°9′30″N 93°10′52″O / 42.15833, -93.18111. Según la Oficina del Censo, tiene una superficie total de 90.69 km², de los cuales 90.57 km² corresponden a tierra firme y 0.12 km² están cubiertos de agua.

## Demografía
Según el censo de 2020, hay 284 personas residiendo en la zona. La densidad de población es de 3.14 hab./km². El 90.49 % de los habitantes son blancos, el 0.35 % es asiático, el 3.87 % son de otras razas y el 5.28 % son de una mezcla de razas. Del total de la población, el 6.69 % son hispanos o latinos de cualquier raza.